# Fernando Poma
Fernando Poma Kriete (nacido en 1971) es un empresario, filántropo y músico salvadoreño, reconocido por ser el director ejecutivo en la compañía Real Hotels & Resorts y en Grupo Poma, y por su labor filantrópica con organizaciones como La Fundación Renacer, la FUSAL, la ESEN y la Fundación Poma.
Paralelo a su labor empresarial, es el líder de la banda de rock salvadoreña Steady Rollin, con la que ha publicado dos álbumes de estudio y realizado varias giras internacionales. La revista Rolling Stone destacó a la banda como una de las más las más relevantes para la escena del Rock en la región.

## Biografía

### Primeros años y estudios
Poma nació en El Salvador en 1971, hijo del empresario y filántropo Ricardo Poma. En 1994 se graduó en la Universidad Cornell en Administración Hotelera, y tras trabajar en Europa con algunas empresas del sector hotelero, realizó una Maestría en Administración de Empresas en la Universidad de Pensilvania.

### Carrera como empresario
Luego de oficiar como Director Ejecutivo de Choice Hotels Europa, en el año 2000 decidió regresar a su país natal para continuar su carrera. Allí se convirtió en Director Ejecutivo de Real Hotels & Resorts, compañía con sede en San Salvador y presencia en nueve países de América Latina que opera con marcas hoteleras como Marriott International, InterContinental Hotels Group y Choice Hotels International. También se vinculó al Consejo Administrativo del Grupo Poma, un conglomerado empresarial con actividades comerciales en sectores como la construcción, el automotor, los bienes raíces, la hotelería y las telecomunicaciones, y se desempeña como miembro del Comité de Inversiones del Grupo Kriete.
Poma ha participado en varios proyectos de índole social. Actualmente oficia como vicepresidente y director de la Fundación Renacer, organización sin ánimo de lucro que desde el año 2014 emprende procesos de capacitación y contratación laboral a jóvenes de El Salvador. Con dicha fundación diseñó el programa «Creando Esperanza», con el que facilita el acceso laboral a jóvenes que han vivido en hogares de acogida.
Paralelo a su labor con Renacer, se desempeña como miembro de la junta directiva de otras organizaciones sociales como la Escuela Superior de Economía y Negocios (ESEN), la Fundación Salvadoreña para la Salud y el Desarrollo Humano (FUSAL) y la Fundación Poma, que se encarga de otorgar becas e impulsar proyectos en cultura y salud en el país centroamericano.

### Carrera musical
Inició su carrera musical en su juventud, primero tocando la batería y después aprendiendo la ejecución de la guitarra. Sus influencias iniciales fueron agrupaciones de rock británicas como Led Zeppelin, The Beatles y The Rolling Stones. En 2014 fundó la banda de rock Steady Rollin con los músicos Benjamín Andrade y Gerardo Pardo, en la que se encarga de la voz principal, la guitarra y la composición.
En diciembre de 2017, la agrupación publicó su primer álbum larga duración, titulado Love & Loss y grabado completamente en inglés. Como soporte del disco, la banda realizó presentaciones en varios países de América Latina. Tras el lanzamiento de los sencillos «Must I Die Alone», «This Craziness Inside of Me» y «Cause I Love You More», en 2022 la banda publicó Stories, su segundo trabajo discográfico.

## Discografía

### Álbumes de estudio
| Año  | Título      | Discográfica  |
| ---- | ----------- | ------------- |
| 2017 | Love & Loss | Independiente |
| 2022 | Stories     | Independiente |

### Sencillos
| Año  | Título                        | Discográfica  |
| ---- | ----------------------------- | ------------- |
| 2019 | «To Burn in Your Fire»        | Independiente |
| 2019 | «Impossible»                  | Independiente |
| 2021 | «Must I Die Alone»            | Independiente |
| 2021 | «This Craziness Inside of Me» | Independiente |
| 2021 | «Cause I Love You More»       | Independiente |
| 2022 | «The Soldier»                 | Independiente |